# Хунін (озеро)
Хуні́н (ісп. Lago Junín) — найбільше озеро на території Перу. Попри те що озеро Тітікака має більші розміри, його східний берег розташований на території Болівії. Озеро Хунін має рівень води 4082 м над рівнем моря.
Більша частина озера лежить у провінції Хунін, а невелика його частина на північному заході — у провінції Паско.
Озеро Хунін покриває густа надводна рослинність. Озеро також багате на рибу, є декілька інтродукованих видів.
| Перу | Це незавершена стаття з географії Перу. Ви можете допомогти проєкту, виправивши або дописавши її. |

1. ↑  http://wldb.ilec.or.jp/Details/Lake/SAM-210